# Lecane paradoxa
Lecane paradoxa är en hjuldjursart som först beskrevs av Fritz Steinecke 1916.  Lecane paradoxa ingår i släktet Lecane och familjen Lecanidae. Inga underarter finns listade i Catalogue of Life.